# Scotiazetes bidens
Scotiazetes bidens är en kvalsterart som beskrevs av Wallwork 1966. Scotiazetes bidens ingår i släktet Scotiazetes och familjen Ceratozetidae. Inga underarter finns listade i Catalogue of Life.